# 石川総共
石川 総共（いしかわ ふさとも）は、江戸時代中期の旗本。総氏系石川家（保久石川家）4代。

## 生涯
享保3年（1718年）旗本大久保総比の次男として誕生し、伯父にあたる石川総朗の養子となる。享保17年閏5月2日（1732年6月23日）養父総朗の死去により保久石川家の家督を継ぎ、同年12月6日（1733年1月21日）将軍徳川吉宗に拝謁した。その後火事場見廻役、御使番を務め延享元年12月（1745年1月）布衣着用を許され、延享2年8月9日（1745年9月4日）病により致仕した。
家臣のはからいにより中小姓以下の従者に暇を出したことに対して、宗家（伊勢亀山藩主の家）より遣わされた従者を家臣任せに暇を出したことを問われ、宝暦11年11月18日（1761年12月13日）逼塞を命じられ、翌年2月7日（1762年3月2日）赦された。安永4年9月11日（1775年10月5日）築地萬年橋の屋敷にて死去した。